# Parrsboro
Parrsboro is een plaats (town) in de Canadese provincie Nova Scotia en telt 1401 inwoners (2006). De oppervlakte bedraagt 14,88 km².